# Winterharde begonia
Begonia grandis (Engelse naam: hardy begonia, vertaald als: "winterharde begonia") is een bladverliezende vaste plant in de begoniafamilie Begoniaceae. Begonia grandis is een kruidachtige plant met afwisselend geplaatste, enkelvoudige bladeren op gebogen stengels. De onderzijde van de bladeren is roodachtig, de onopvallende bloemen zijn roze of wit. Zoals de naam "winterharde begonia" aangeeft, is deze plant winterhard in sommige gematigde streken omdat deze begonia afkomstig is uit de koele bossen in gematigde gebieden van China en Japan.
Begonia grandis kan goed overwinteren in de hardheidszone 9a in bijvoorbeeld het zuidwesten van Japan als wortelknollen of als okselknolletjes. Bovengrondse delen van deze plant sterven uiteindelijk af als de temperatuur daalt. Begonia grandis wordt echter over het algemeen als winterhard beschouwd voor de zones 6-7.
In Nederland is Begonia grandis de enige begonia die winterhard is en de soort groeit al meer dan 10 jaar in de Hortus botanicus Leiden, in de Botanische Tuinen Universiteit Utrecht en in de Zuidas. Deze begonia is niet giftig en koks gebruiken de bloemen, net zoals andere bloemen van de begoniafamilie, als een decoratie op gerechten.